# Solkraft i Nederländerna
Solkraften i Nederländerna står för en betydande del av landets elförsörjning. Räknat per invånare har landet den största andelen solel i elmixen i EU. Produktionen har framförallt sedan 2010 ökat mycket snabbt. Under perioden 2010-2023 har elproduktionen ökat 400 gånger, motsvarande en ökning på 57 % per år.
Kapaciteteten är projekterad att öka till 55 GW 2035 och till 180 GW 2050. Förutsättningarna för solenergi varierar lite mellan de olika delarna, med en instrålning på omkring 1 300 kWh/m2 på årsbasis i hela landet. Elproduktion kom 2017 framförallt från mindre anläggningar. Anläggningar på mindre än 10 kW stod för närmare 80 % av produktionen. Omkring 35 % av alla hushåll hade solceller 2024.
Under årens lopp har olika former av stöd funnits för att etablera solel. Det har bl.a. rört sig om nettodebitering av elproduktion, återbetalning av moms, stöd genom SDE, energiinvesteringsavdrag för företag och att bostäder med solceller kan få bättre energimärkning.